# 声孟子
声孟子（聲孟子、せいもうし、生没年不詳）は、斉の頃公の夫人で、霊公の母。声は諡号。姓は子。
声孟子は宋に生まれ、斉の霊公を生んだ。
声孟子は魯から亡命してきた叔孫僑如と通じ、斉の卿である高氏や国氏と同等の地位を与えようとした。叔孫僑如は罪を重ねたくないといって衛に逃れた。
紀元前574年、声孟子は大夫の慶克と私通していたが、慶克が女装して輦に乗って後宮に入るところを鮑牽に見られてしまった。鮑牽から報告を受けた国佐が慶克を注意した。慶克からこのことを聞いた声孟子は激怒した。声孟子は高無咎と鮑牽の2人が国君を閉め出して公子角を擁立しようとしていると、頃公に讒言した。高無咎は追放され、鮑牽は足切りの刑に処され、鮑牽の弟の鮑国が魯から呼び戻されて鮑氏を嗣いだ。国佐は軍を率いて鄭を包囲していたが、政変を理由に帰国の途につき、盧で慶克を殺害し、穀で反乱を起こした。紀元前573年、国佐は華免に殺害された。
霊公が死去すると、高氏・鮑氏が復権し、声孟子を殺害したともいわれる。